# Вейнін-Ї-Хуей-Мяоський автономний повіт
26°51′56″ пн. ш. 104°16′56″ сх. д. / 26.86545° пн. ш. 104.28233° сх. д.
Вейнін-Ї-Хуей-Мяоський автономний повіт (кит. 威宁彝族回族苗族自治县, пін. Wēiníng Yízú Huízú Miáozú Zìzhìxiàn) — один із повітів КНР у складі префектури Біцзе, провінція Гуйчжоу. Адміністративний центр — містечко Цаохай.

## Географія
Вейнін-Ї-Хуей-Мяоський автономний повіт розташовується у горах Вейнін довкола озера Цаохай на заході префектури.

### Клімат
Повіт знаходиться у зоні, котра характеризується вологим субтропічним кліматом. Найтепліший місяць — липень із середньою температурою 17,7 °C. Найхолодніший місяць — січень, із середньою температурою 2,4 °С.
| Клімат повіту Вейнін-Ї-Хуей-Мяо | Клімат повіту Вейнін-Ї-Хуей-Мяо | Клімат повіту Вейнін-Ї-Хуей-Мяо | Клімат повіту Вейнін-Ї-Хуей-Мяо | Клімат повіту Вейнін-Ї-Хуей-Мяо | Клімат повіту Вейнін-Ї-Хуей-Мяо | Клімат повіту Вейнін-Ї-Хуей-Мяо | Клімат повіту Вейнін-Ї-Хуей-Мяо | Клімат повіту Вейнін-Ї-Хуей-Мяо | Клімат повіту Вейнін-Ї-Хуей-Мяо | Клімат повіту Вейнін-Ї-Хуей-Мяо | Клімат повіту Вейнін-Ї-Хуей-Мяо | Клімат повіту Вейнін-Ї-Хуей-Мяо | Клімат повіту Вейнін-Ї-Хуей-Мяо |
| Показник                        | Січ.                            | Лют.                            | Бер.                            | Квіт.                           | Трав.                           | Черв.                           | Лип.                            | Серп.                           | Вер.                            | Жовт.                           | Лист.                           | Груд.                           | Рік                             |
| Середній максимум, °C           | 8,8                             | 11,1                            | 15,3                            | 18,8                            | 20,3                            | 21                              | 22,2                            | 22,1                            | 19,4                            | 15,5                            | 12,9                            | 9,6                             | 16,4                            |
| Середня температура, °C         | 2,4                             | 4,5                             | 7,9                             | 11,8                            | 14,4                            | 16,3                            | 17,7                            | 17,4                            | 14,8                            | 11,1                            | 7,5                             | 3,7                             | 10,8                            |
| Середній мінімум, °C            | −1,4                            | 0,4                             | 3,4                             | 7,3                             | 10,5                            | 13,3                            | 14,8                            | 14,4                            | 11,9                            | 8,4                             | 4,3                             | 0,1                             | 7,3                             |
| Норма опадів, мм                | 11.5                            | 10.4                            | 19.1                            | 39.2                            | 87.3                            | 173.7                           | 174.1                           | 144.3                           | 108                             | 63.4                            | 21.4                            | 7.1                             | 762.3                           |
| Вологість повітря, %            | 79                              | 74                              | 71                              | 71                              | 76                              | 82                              | 82                              | 81                              | 82                              | 86                              | 82                              | 80                              | 78.8                            |
| ------------------------------- | ------------------------------- | ------------------------------- | ------------------------------- | ------------------------------- | ------------------------------- | ------------------------------- | ------------------------------- | ------------------------------- | ------------------------------- | ------------------------------- | ------------------------------- | ------------------------------- | ------------------------------- |
| Джерело: data.cma.cn            |                                 |                                 |                                 |                                 |                                 |                                 |                                 |                                 |                                 |                                 |                                 |                                 |                                 |